# Arctodupontia scleroclada
× Arctodupontia scleroclada — вид трав'янистих рослин гібридного походження родини тонконогових (Poaceae), поширений у вологій моховій арктичній тундрі Європи, Азії й північно-східної Канади.

## Таксономічні примітки
Вважається, що × Arctodupontia scleroclada — гібрид двох арктичних рослин: Arctophila fulva x Dupontia fisheri. Парадокс полягає в тому, що популяції цієї рослини на архіпелазі Шпіцберген більш ефективно репродуктивні, принаймні, стосовно розвитку пилку, ніж у передбачуваних батьків. Загрозою для виду на архіпелазі Шпіцберген є величезне збільшення тиску випасу з боку казарки білощокої та карибу.
Arctodupontia тісно пов'язаний з Arctophila та Dupontia і передбачається, що це рід-гібрид. Іноді його важко відрізнити від обох цих родів. Arctodupontia та Dupontia не мають грубих, сильно дворядних листових пагонів Arctophila, і листки ніколи не бувають такими широкими, як у Arctophila (4–9 мм); однак, є вузьколисті рослини Arctophila теж. Луски і леми Dupontia значно довші, ніж Arctophila й Arctodupontia з розширеним з глибокою бахромою кінчиком.

## Опис
Це багаторічні трав'янисті рослини, які формують невеликі килимки, завдяки тонким, 1—1.5 мм білуватим кореневищам, як правило, з гілками 2—6(8) см між повітряними пагонами. Гілки кореневищ укорінюються у вузлах. Стебла 10—20(30) см, прямі, гладкі й голі. Основи стебел з деякими засохлими залишками листя. Більшість килимків мають велику кількістю квітучих пагонів (коли не з'їдені птахами чи карибу). Листя плоске або скручене, звужене до вершини, з (5)7—9(11) жилками, піднятими на обох поверхнях, серединна жилка чітко ширша, ніж інші. Листки вегетативних пагонів 5—10(15) см завдовжки, вузькі, 1—1.5 мм шириною. Вегетативні пагони з більш-менш виразним дворядним розташуванням листя (листи, що вказують на протилежні сторони) і листки трохи групуються. Листків порожнистих стебел 2(3), вони подібно до листя вегетативних пагонів, але чітко ширше (2—3 мм), короткі. «Стяговий листок» 1.5—3(4) см прикріплений на або, частіше, вище середини стебла. Лігули 1—2 мм, підгострі або з нерегулярними розривами.
Одиниці суцвіття тонконогових — колоски, майже завжди численні у волотях або колосовидих суцвіттях. Колоски складаються з 2-х лусок (приквітки для колоска) і одної або кількох квіток. Квітки містять леми (нижні квіткові луски) і верхні квіткові луски.
Суцвіття — відкриті, подовжені або вузько пірамідальні гладкі волоті, (3)5—7 × 3—5 см з гілочками від розлогих до похилих. Волоть займає 1/3—2/5 загальної довжини стебла, з 6—9 вузлами й (3)4—5 гілок в кожному з нижніх вузлів. Гілки 15—30 мм, довші з них містять 4—6 колосків, які концентруються в кінці гілок. Колоски 3—5 × 2—3 мм з 2—3 квітами, від довгастих до еліптичних. Приквітки (луски й леми) з закругленими спинками, тобто без кіля, з виразною серединною жилкою і нечіткими 2(4) бічними. Колоскові луски (2.5)3—3.5(4) мм, більш-менш рівної довжини, яйцеподібні або довгасті, тупі або загострені, з розширеним кінчиком, фіолетові біля основи, бронзово-жовтого і білого кольору поблизу кінчика і на полях, гладкі й голі. Леми 2.5—3.5 мм, яйцеподібні, довгасті або оберненояйцеподібні, підгострий або гостре або рвані на верхівці, гладкі й голі, забарвлені, як колоскові луски. Верхні квіткові луски вужчі й коротші ніж леми, гладкі на кілю. Пиляки ≈1.5 мм. Пиляки в популяціях Конгсфіорду добре розвинені, спостерігалися як з добре розвиненим пилком так і вже спорожнілими. Пиляки з національного парку Форланде не такі розвинені, але, здається, містять пилок. Теоретично, плоди — однонасінні сім'янки. Зрілі плоди не спостерігалися, але іноді можуть бути присутніми, принаймні, в популяціях Конгсфіорду.

## Відтворення
Статеве розмноження не доведене; ефективне місцеве вегетативне розмноження шляхом клонального відтворення кореневищами. Гібридність виду передбачає, що насіння стерильне. Ймовірне також поширення фрагментів кореневищ птахами.

## Поширення
Окрім типового місця в Малоземельській тундрі (Архангельська область) зростає на архіпелазі Шпіцберген, також є повідомлення із Сибіру, Далекого Сходу Росії, і північно-східної Канади.
Це рослина багновищ і боліт, але не занурена, як зазвичай росте Arctophila fulva. A. scleroclada скоріше можна виявити у вологих мохових тундрах, іноді як єдиний судинний вид у мохових килимах. Вид, здається, байдужий до реакції ґрунту (рН), але виявлений тільки в районах з приблизно нейтральними або основними субстратами.